# أوكالبتوس أبيض
كينا بيضاء (الاسم العلمي:Eucalyptus alba) هي نوع من النباتات تتبع جنس الكينا من فصيلة الآسية.